# Hermann Tast
Hermann Tast (1490-11. maj 1551) var en slesvigsk reformator i Husum. 
Efter studierne på universitetet i Wittenberg blev han i 1514 præst i sin hjemby Husum. Allerede fra 1522 holdt han sine første lutherske prædikener i byens kirke. 
Hermann Tast kendte sandsynligvis Martin Luther personligt fra universitetet i Wittenberg.
Fra 1540 til 1542 var han superintendent i Slesvig.